# Rumsdorfer Platz 3 (Rehmsdorf)
Das Fachwerkhaus Rumsdorfer Platz 3 in Rehmsdorf ist ein unter Denkmalschutz stehendes Fachwerkhaus.
Bei dem Fachwerkhaus Rumsdorfer Platz 3 handelt es sich um ein Umgebindehaus. Die Errichtung des Hauses war um das Jahr 1800. Der Wirtschaftsteil des Gebäudes lag im Erdgeschoss hinter der Bohlenstube und im Obergeschoss hinter den Schlafräumen. 

## Quelle
- Denkmal des Monats März 2017, Landesamt für Denkmalschutz und Archäologie Sachsen-Anhalt, abgerufen am 9. August 2017

Koordinaten: 51° 3′ 30,4″ N, 12° 12′ 53,7″ O